# Plecia tenebrosa
Plecia tenebrosa är en tvåvingeart som beskrevs av Hardy 1958. Plecia tenebrosa ingår i släktet Plecia och familjen hårmyggor. Inga underarter finns listade i Catalogue of Life.